# Petržalka
Petržalka (allemand : Engerau, hongrois : Ligetfalu) est un quartier de la ville de Bratislava, Slovaquie, situé sur la rive droite du Danube.

## Nom et étymologie
Le nom slovaque Petržalka signifiant « persilière » provient des potagers qui fournissaient Bratislava. Le nom allemand Engerau (1654) signifie « pré humide d'Enger » ; l'historiographie hongroise l’écrit Ungernau (1509) soit « pré humide hongrois » et y voit la forme allemande de Magyarsziget (« île magyare », tiré du Mogorsciget attesté en 1225, mais mogor signifie « grincheux » en hongrois). Un autre nom hongrois est Ligetfalva, plus tard Pozsonyligetfalu : « village du parc »), attesté dans les années 1860. Après la fondation de la Tchécoslovaquie, le nom Petržalka devient officiel en 1920.

## Caractéristiques géographiques et urbanistiques
Petržalka est principalement une région de plaine sans collines ni montagnes. Il y a deux lacs, Malý et Veľký Draždiak, qui sont utilisés pour la natation, la pêche et les loisirs.
Petržalka est reliée à Bratislava par cinq ponts en 2008. C'est principalement une « banlieue-dortoir » densément peuplée en raison du grand nombre d'immeubles en hauteur de type « clapiers à lapins », les paneláks, qui y ont été construits.
Les immeubles appelés panelák sont faits de panneaux préfabriqués en béton, assemblés sur une structure porteuse : méthode de construction largement utilisée dans tout le bloc de l'Est jusqu'à la chute des régimes communistes en Europe ; on y a ensuite renoncé en raison des inconvénients au niveau de l'ajustement des panneaux, de leur manque d'étanchéité et du mauvais isolement. Petržalka n'a pas de centre ancien ; en revanche, le centre de congrès et d'exposition Incheba et la gare de chemin de fer sont des monuments importants. Le parc de Janka Kráľa est l'un des plus anciens d'Europe. L'Université d'économie bratislavoise a son principal campus à Petržalka, où on trouve aussi le théâtre Arena : créé en 1828, c'est l'un des plus anciens théâtres de Bratislava.
Petržalka a parfois été appelée « le Bronx de Bratislava », avec le taux de suicide le plus élevé du pays et un taux de criminalité élevé, mais en 2008, ce taux de criminalité est redescendu au niveau de celui des autres arrondissements bratislavois, grâce à l'élévation du niveau de vie et à la densification des services publics.

## Histoire
Avant le XVIIIe siècle, le territoire de l'actuelle Petržalka se composait de plusieurs îles régulièrement inondées et ne se prêtait pas à une localité permanente. L'acte de donation du roi André II de Hongrie, en 1225, mentionne une propriété Wlotsendorf/Flußendorf, un campement pétchénègue abandonné et plusieurs noms de lieux comme Besenyőksziget (orthographié Beseneusciget soit « île des Pétchénègues », en slovaque Pečniansky les, aujourd'hui zone naturelle protégée) et Magyaroksziget (orthographié Mogorsciget soit « île des Magyars », en slovaque Maďarsko les). Ces Pétchénègues et Magyars étaient probablement les gardiens du gué du Danube situé ici ; d'autres garnisons étaient composées de Sicules et de Ruthènes. Plus tard, au cours de la colonisation germanique vers l'Est des Allemands fondèrent le village de Flußendorf (soit « village du fleuve », orthographié Wlotsendorf ) : c'étaient des passeurs du gué ou par bac, des commerçants et des agriculteurs. À la fin du 15e siècle, un nouveau village, Engerau, a été fondé par des Allemands et des Croates fuyant le sud pendant les guerres ottomanes. Pendant cette période, la ville voisine de Požun (en slovaque), Pozsony (en hongrois) ou Preßburg (en allemand), aujourd'hui Bratislava, était la capitale de la Hongrie royale, sur laquelle régnaient les Habsbourg, et Petržalka était l'un des principaux fournisseurs de cette ville en denrées alimentaires.
Au XVIIIe siècle, les villages ont commencé à fusionner, mais leur population est restée relativement faible, la zone étant toujours inondable en cas de crue du Danube. Il est devenu une zone de loisirs pour les citadins bratislavois (ou pressbourgeois), avec le plus ancien parc public de Slovaquie (appelé Janka Kráľa, créé en 1776). En 1866, le village ne comptait que 594 habitants et 103 maisons. En 1891, il fut relié de façon permanente à Preßburg lorsque le premier pont ferroviaire, long de 460 mètres, fut construit pour le chemin de fer Preßburg-Čorna-Szombathely. C'était le premier pont métallique ; auparavant les ponts, plus ou moins éphémères, étaient en bois, rapidement endommagés par les débâcles du Danube au printemps.
Le recensement austro-hongrois de 1910 montre que sur les 2 947 habitants de Petržalka, 1 997 parlaient l'allemand, 495 le hongrois et seulement 318 le slovaque comme langue maternelle.
Le 1er janvier 1919, les légions tchécoslovaques libèrent Požun (du point de vue tchécoslovaque) ou occupent Pozsony / Preßburg (du point de vue hongrois et autrichien). Au début du mois d'août, la Tchécoslovaquie obtient des Alliés, qui soutenaient son indépendance proclamée deux mois auparavant, l'autorisation de modifier ses frontières pour des raisons stratégiques, principalement pour sécuriser le port et pour empêcher une éventuelle attaque de l'armée hongroise sur la ville, en annexant un petit territoire hongrois sur la rive droite du Danube, en face de Požun, et comprenant Petržalka.
Dans la nuit du 14 août 1919, des soldats tchécoslovaques aux pieds nus grimpèrent silencieusement du côté hongrois du pont, désarmèrent puis chassèrent les gardes et annexèrent ainsi Petržalka sans combattre. La Conférence de paix de Paris attribua finalement la région à la Tchécoslovaquie dans le but d'offrir au nouvel État tchécoslovaque un accès sécurisé au Danube, Požun étant le principal port tchécoslovaque. Dans les années 1920, Petržalka était le village le plus peuplé de Tchécoslovaquie, mais il était encore principalement germanophone. Pendant la période tchécoslovaque, Petržalka a connu une croissance rapide et sa population est passée de 3 576 habitants (1919) à 14 164 habitants (1930), en majorité de langue slovaque.
Petržalka est annexée par l'Allemagne nazie le 10 octobre 1938 sur la base des accords de Munich et rebaptisée Engerau. Le « pont vieux » (starý most) devient frontalier entre l'État slovaque pro-nazi et le Troisième Reich. Les habitants d'origine slovaque, tchèque et hongroise restés à Petržalka deviennent citoyens du Troisième Reich, mais leurs langues sont interdites, leurs écoles fermées, et la langue allemande devient obligatoire. Les non-allemands ne sont pas autorisés à participer à la vie publique, et la Gestapo arrête les citoyens qui s'opposent au nazisme. En outre, de novembre 1944 à mars 1945, Petržalka (Engerau) voit l'édification de camps de travail forcé où sont internés les Juifs hongrois astreints à construire le Südostwall, fortification à la frontière du Reich en prévision de l'arrivée de l'Armée rouge. Sur 2000 prisonniers, au moins 497 meurent des suites de traitements inhumains et au cours d'une marche de la mort vers Bad Deutsch-Altenburg,,. Le 4 avril 1945, Petržalka fut, avec le reste de Bratislava, libérée des nazis et prise par l'Armée rouge. La majorité des habitants allemands s'enfuit alors en Autriche et ne reviendra pas. Petržalka fut rendue à la Tchécoslovaquie le 5 mai 1945, ce qui sera officialisé au traité de paix de Paris en 1947.
Les communistes locaux soutenus par l'Armée rouge et par le NKVD ne font pas dans le détail : 90 % de la population hongroise de Bratislava est déportée dans les camps de Petržalka qui servent de centre de tri : selon l'attitude des intéressés pendant la guerre, certains sont simplement expulsés vers la Hongrie après avoir été dépouillés de leurs biens, tandis que d'autres, accusés d'avoir été fascistes, partent beaucoup plus loin, notamment vers le nord-est de l'URSS ; certains Hongrois sont assassinés sur place,.
Le 13 février 1946, Petržalka devient officiellement un arrondissement de Bratislava. La construction des panelák commence en 1977. Un recensement de 2001 indique que sur ses 117 227 habitants, 108 600 étaient slovaques, 4 259 hongrois, 1 788 tchèques et 219 allemands.

## Démographie

### Évolution de la population
| Année:               | 1994.   | 2004.   | 2014.   | 2024.   |
| -------------------- | ------- | ------- | ------- | ------- |
| Nombre de personnes: | 126 917 | 115 195 | 104 395 | 112 380 |
| Différence:          |         | -9,23 % | -9,37 % | +7,64 % |

| Année:               | 2023.   | 2024.   |
| -------------------- | ------- | ------- |
| Nombre de personnes: | 112 794 | 112 380 |
| Différence:          |         | -0,36 % |

## Politique
| Nom           | Parti politique | date de l'élection | Fin du mandat |
| ------------- | --------------- | ------------------ | ------------- |
| Milan Ftáčnik | SMER            | 02.12.2006         | décembre 2010 |

## Éducation et sports
L'Université d'économie est basée à Petržalka, avec des campus situés dans différents endroits de Bratislava.
Il y a 11 écoles primaires et 19 jardins d'enfants administrés par l'arrondissement,. Parmi les lycées, on trouve les lycées Albert Einstein et Pankúchova 6 administrés par l'État et le gymnase privé Mercury. Petržalka est également le siège de l’Evanjelické lýceum un établissement d'enseignement luthérien qui a joué un rôle important dans le développement de la culture et de l'identité slovaque, même si les Slovaques sont catholiques pour la plupart.
L'arrondissement est également connu pour son club de football, l'Artmedia Bratislava, qui a participé à la Ligue des champions de l'UEFA en 2005-2006.

## Transports

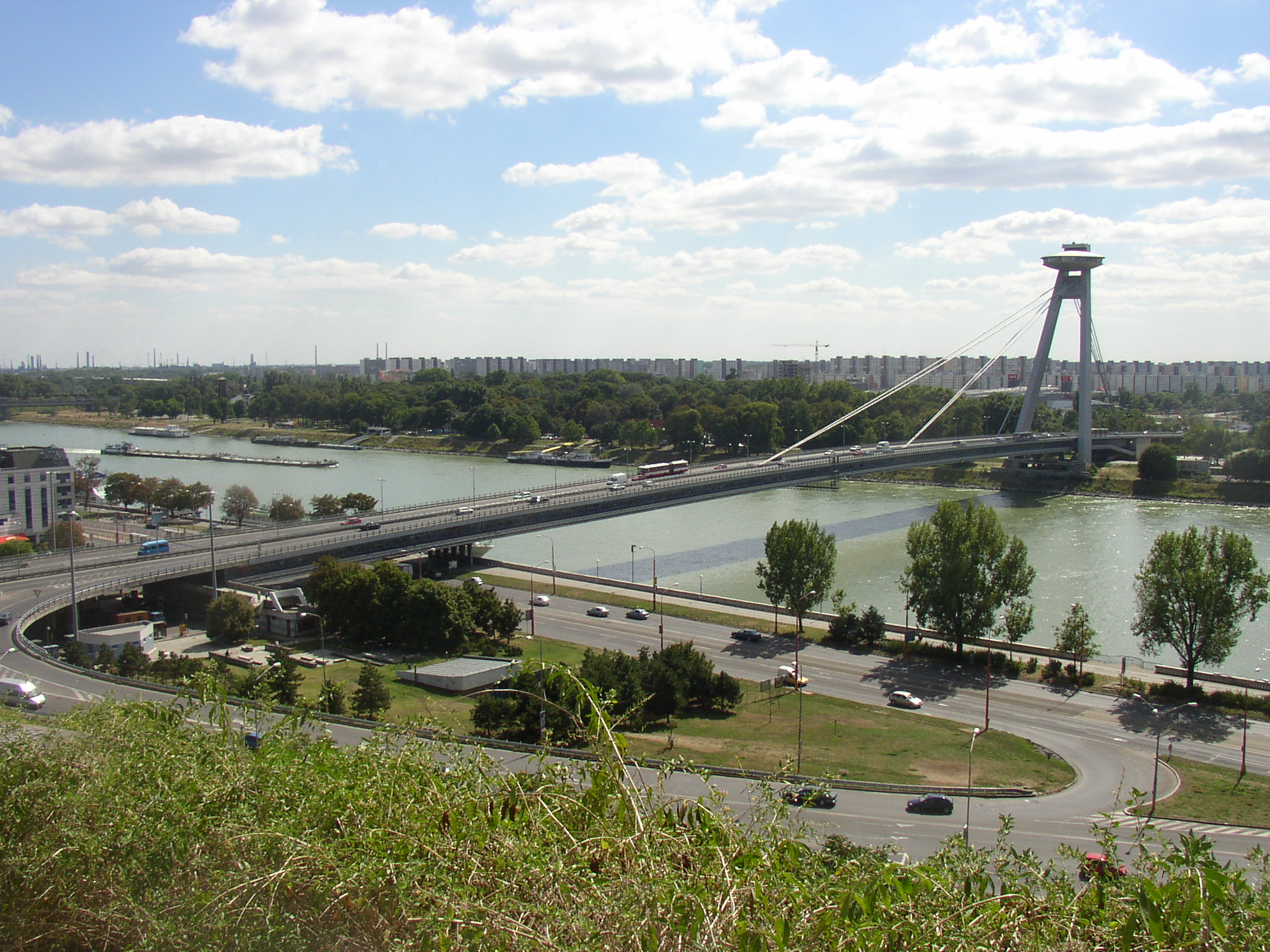
Vu du Château de Bratislava, le quartier de Petržalka avec ses panelaks et au premier plan, le pont routier Nový Most.

### Route
Petržalka est reliée au reste de Bratislava par cinq ponts, dont trois sont utilisés pour le trafic local (Nový Most ou Pont neuf, Starý most ou Pont vieux et le pont Apollo) et deux pour le trafic international (pont Lafranconi et pont Prístavný). Le Starý most, à partir du 1er janvier 2009, a été réservé aux transports publics, aux cyclistes et aux piétons.
Petržalka est située à proximité d'un important carrefour autoroutier international, où se rejoignent les autoroutes D1 et D2.
Il y a des passages frontaliers routiers vers l'Autriche le long de Viedenska cesta, près de l'intersection des autoroutes D1 et D2. Les passages autrichiens s'appellent Berg et Kittsee, le point hongrois Rajka, d'après les villages voisins du même nom. Les contrôles frontaliers, abolis le 21 décembre 2007 lorsque la Slovaquie a rejoint l'espace Schengen, ont été rétablis de manière aléatoire en 2020 en raison de la crise migratoire et de la pandémie de Covid-19.

### Chemins de fer
La gare de Bratislava-Petržalka est située dans la partie ouest de l'arrondissement et est principalement utilisée pour le trafic international et pour les trains à destination et en provenance de Vienne.

### Transports publics
Les transports publics utilisent des bus qui relient Petržalka aux autres arrondissements bratislavois. En 1989, la construction d'un métro avait été envisagée, mais, en raison de son coût, le projet a été arrêté peu après le début de la Révolution de velours. À la place, une ligne de tramway à grande vitesse (métro léger) est prévue mais sa construction a été reportée à plusieurs reprises car elle implique une reconstruction complète du pont Starý. L'exploitation officielle du tramway a finalement commencé le 8 juillet 2016.